# Lac-Delage
Lac-Delage är en stad (kommun av typen ville) i provinsen Québec i Kanada. Den ligger i regionen Capitale-Nationale, i den sydöstra delen av landet, 400 km nordost om huvudstaden Ottawa.